# Lijst van nummer 1-hits in de Radio 2 Top 30 in 2014
Deze hits stonden in 2014 op nummer 1 in de Vlaamse Radio 2 Top 30.
| Nummer | Datum        | Artiest                                          | Titel                                            |
| ------ | ------------ | ------------------------------------------------ | ------------------------------------------------ |
| 682    | 4 januari    | Stromae                                          | Tous les mêmes                                   |
| 683    | 11 januari   | John Legend                                      | All of me                                        |
|        | 18 januari   | John Legend                                      | All of me                                        |
| 684    | 25 januari   | Pharrell Williams                                | Happy                                            |
| 685    | 1 februari   | Klingande                                        | Jubel                                            |
| 684    | 8 februari   | Pharrell Williams                                | Happy                                            |
|        | 15 februari  | Pharrell Williams                                | Happy                                            |
|        | 22 februari  | Pharrell Williams                                | Happy                                            |
|        | 1 maart      | Pharrell Williams                                | Happy                                            |
|        | 8 maart      | Pharrell Williams                                | Happy                                            |
|        | 15 maart     | Pharrell Williams                                | Happy                                            |
|        | 22 maart     | Pharrell Williams                                | Happy                                            |
|        | 29 maart     | Pharrell Williams                                | Happy                                            |
|        | 5 april      | Pharrell Williams                                | Happy                                            |
| 686    | 12 april     | A Great Big World met Christina Aguilera         | Say something                                    |
|        | 19 april     | A Great Big World met Christina Aguilera         | Say something                                    |
|        | 26 april     | A Great Big World met Christina Aguilera         | Say something                                    |
| 687    | 3 mei        | Mr. Probz                                        | Waves (Robin Schulz remix)                       |
|        | 10 mei       | Mr. Probz                                        | Waves (Robin Schulz remix)                       |
| 688    | 17 mei       | The Common Linnets                               | Calm after the storm                             |
|        | 24 mei       | The Common Linnets                               | Calm after the storm                             |
| 687    | 31 mei       | Mr. Probz                                        | Waves (Robin Schulz remix)                       |
|        | 7 juni       | Mr. Probz                                        | Waves (Robin Schulz remix)                       |
|        | 14 juni      | Mr. Probz                                        | Waves (Robin Schulz remix)                       |
| 689    | 21 juni      | Pitbull met Jennifer Lopez en Cláudia Leitte     | We are one (ole ola)                             |
|        | 28 juni      | Pitbull met Jennifer Lopez en Cláudia Leitte     | We are one (ole ola)                             |
|        | 5 juli       | Pitbull met Jennifer Lopez en Cláudia Leitte     | We are one (ole ola)                             |
|        | 12 juli      | Pitbull met Jennifer Lopez en Cláudia Leitte     | We are one (ole ola)                             |
| 690    | 19 juli      | Coldplay                                         | A sky full of stars                              |
| 691    | 26 juli      | João Neto & Frederico                            | Lê lê lê                                         |
|        | 2 augustus   | João Neto & Frederico                            | Lê lê lê                                         |
|        | 9 augustus   | João Neto & Frederico                            | Lê lê lê                                         |
| 692    | 16 augustus  | Dotan                                            | Home                                             |
|        | 23 augustus  | Dotan                                            | Home                                             |
|        | 30 augustus  | Dotan                                            | Home                                             |
|        | 6 september  | Geen Top 30 verschenen i.v.m. Vraag Het Aan week | Geen Top 30 verschenen i.v.m. Vraag Het Aan week |
| 693    | 13 september | Hozier                                           | Take me to church                                |
|        | 20 september | Hozier                                           | Take me to church                                |
|        | 27 september | Hozier                                           | Take me to church                                |
|        | 4 oktober    | Hozier                                           | Take me to church                                |
|        | 11 oktober   | Hozier                                           | Take me to church                                |
|        | 18 oktober   | Hozier                                           | Take me to church                                |
|        | 25 oktober   | Hozier                                           | Take me to church                                |
|        | 1 november   | Hozier                                           | Take me to church                                |
|        | 8 november   | Hozier                                           | Take me to church                                |
|        | 15 november  | Hozier                                           | Take me to church                                |
| 694    | 22 november  | Nielson                                          | Sexy als ik dans                                 |
| 695    | 29 november  | Band Aid 30                                      | Do they know it's Christmas?                     |
| 696    | 6 december   | Lost Frequencies                                 | Are you with me                                  |
|        | 13 december  | Lost Frequencies                                 | Are you with me                                  |
|        | 20 december  | Lost Frequencies                                 | Are you with me                                  |
|        | 27 december  |                                                  |                                                  |